# Sclerocroton integerrimus
Sclerocroton integerrimus là một loài thực vật có hoa trong họ Đại kích. Loài này được Hochst. miêu tả khoa học đầu tiên năm 1845.

## Hình ảnh

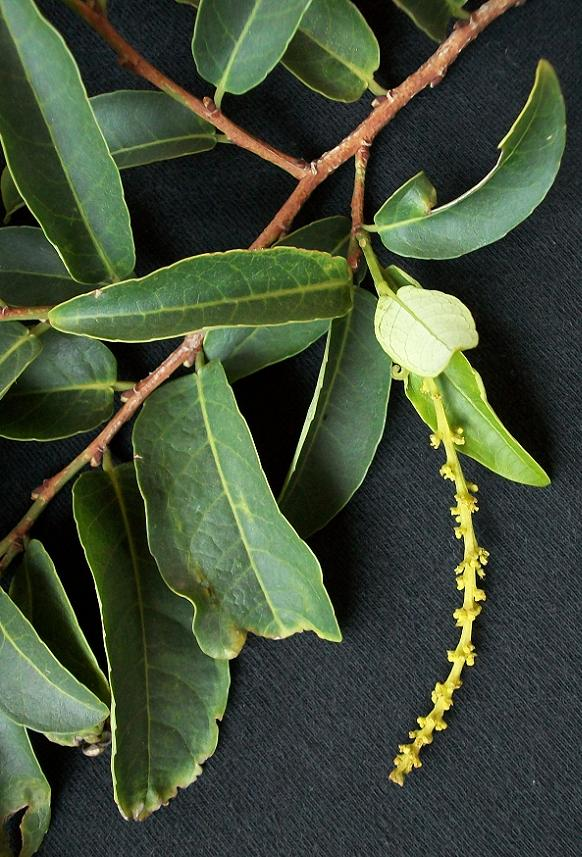
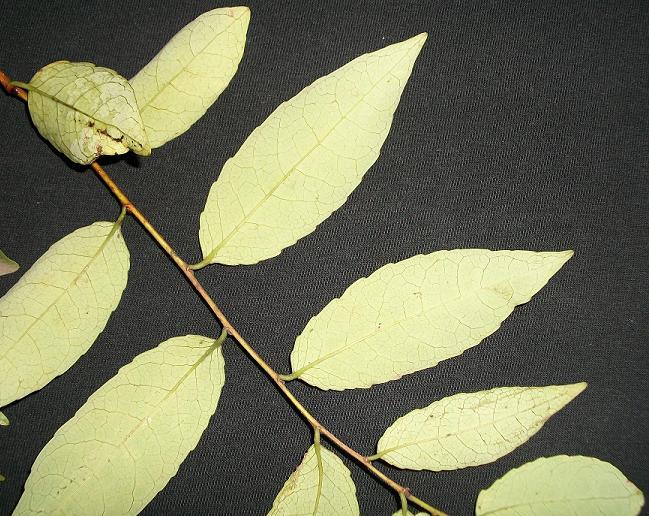
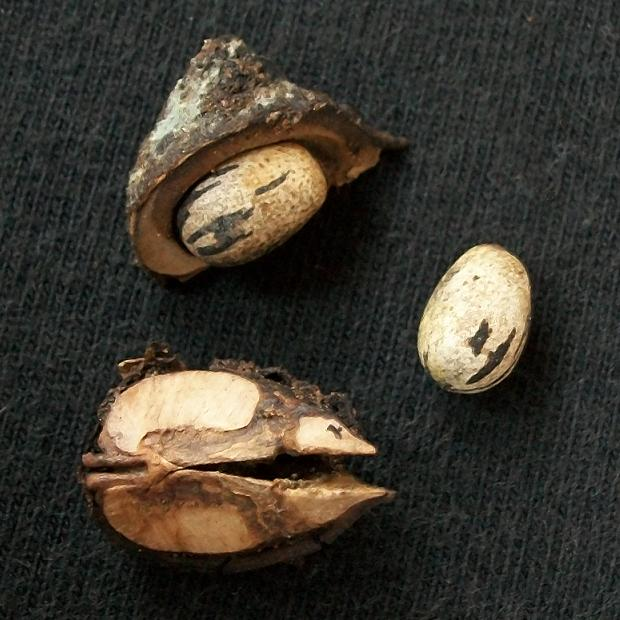
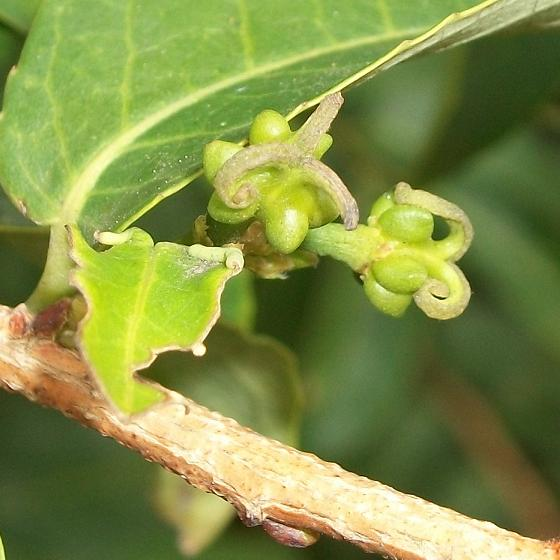